# Наместово
Наместово (словац. Námestovo, угор. Námesztó) — місто, громада, адиіністративний центр округу Наместово, Жилінський край, центральна Словаччина. Кадастрова площа громади — 44,474 км². Населення — 7876 осіб (за оцінкою на 31 грудня 2017 р.).
Перша згадка 1558 року.

## Географія
Протікає річка Міхаловка.

## Населення
| Рік:            | 1994. | 2004.   | 2014.   | 2024.   |
| --------------- | ----- | ------- | ------- | ------- |
| Кількість осіб: | 7839  | 8111    | 7888    | 7355    |
| Різниця:        |       | +3,46 % | -2,74 % | -6,75 % |

| Рік:            | 2023. | 2024.   |
| --------------- | ----- | ------- |
| Кількість осіб: | 7465  | 7355    |
| Різниця:        |       | -1,47 % |